# Ubari (província)
Ubari ou Aubari (em árabe: أوباري‎; romaniz.: Awbari) foi uma província da Líbia. Foi criada em 1963, durante a reforma daquele ano, e seu território correspondia ao de Ubari e Murzuque. Pelo censo daquele ano, havia 106 647 residentes. Em 1973, foi fundida a Seba, mas ressurgiu em 1983 como distrito.